# Fredy Glanzmann
Fredy Glanzmann (16 de julio de 1963) es un deportista suizo que compitió en esquí en la modalidad de combinada nórdica. 
Participó en los Juegos Olímpicos de Calgary 1988, obteniendo una medalla de plata en la prueba por equipo (junto con Andreas Schaad y Hippolyt Kempf). Ganó una medalla de plata en el Campeonato Mundial de Esquí Nórdico de 1989, en la misma prueba.

## Palmarés internacional
| Juegos Olímpicos   | Juegos Olímpicos  | Juegos Olímpicos | Juegos Olímpicos          |
| Año                | Lugar             | Medalla          | Prueba                    |
| ------------------ | ----------------- | ---------------- | ------------------------- |
| 1988               | Calgary (Canadá)  | Medalla de plata | TN + 3 × 10 km por equipo |
| Campeonato Mundial |                   |                  |                           |
| Año                | Lugar             | Medalla          | Prueba                    |
| 1989               | Lahti (Finlandia) | Medalla de plata | TN + 3 × 10 km por equipo |